# فيليب جاردينت (كرة يد)
فيليب جاردينت (بالفرنسية: Philippe Gardent) مواليد 15 مارس 1964، هو لاعب كرة يد فرنسي. شارك في دورة الألعاب الأولمبية الصيفية سنة 1992. حقق المركز الأول في بطولة العالم لكرة اليد للرجال 1995.

## الميداليات
| الميدالية | المسابقة                           |
| --------- | ---------------------------------- |
| برونزية   | الألعاب الأولمبية الصيفية 1992     |
| فضية      | بطولة العالم لكرة اليد للرجال 1993 |
| ذهبية     | بطولة العالم لكرة اليد للرجال 1995 |

## روابط خارجية
- فيليب جاردينت على موقع أوليمبيديا (الإنجليزية)